# Parafia St. Bernard (Luizjana)
Parafia St. Bernard (ang. St. Bernard Parish) – parafia cywilna w stanie Luizjana w Stanach Zjednoczonych. Obszar całkowity parafii obejmuje powierzchnię 2 158,07 mil2 (5 589,41 km²). Według danych z 2010 r. parafia miała 35 897 mieszkańców. Parafia powstała w 31 marca 1807 roku i nosi imię św. Bernarda, który prawdopodobnie był patronem Bernardo de Gálvez – piątego hiszpańskiego gubernatora Luizjany.

## Sąsiednie parafie
- Parafia Plaquemines (południowy zachód)
- Parafia Nowy Orlean (północny zachód)

## CDP
- Arabi
- Chalmette
- Meraux
- Poydras
- Violet